# Italianieuropei
Italianieuropei è una fondazione di cultura politica di area riformista e socialdemocratica. 
Nata il 6 febbraio 1998 per iniziativa di un gruppo di personalità legate al mondo istituzionale tra le quali il futuro Presidente del Consiglio Massimo D'Alema, fin da subito si impegna nell'analisi e nella riflessione sui principali temi dell'innovazione politica ed economica, con l'obiettivo di valorizzare nuove classi dirigenti, nonché  approfondimenti di contenuti programmatici attraverso l'organizzazione di convegni, tavole rotonde e cicli di formazione..
Nel giugno 2008 la fondazione viene affiancata dall'associazione ReD - Riformisti e Democratici
Il 4 novembre 2008 nasce RED TV, la rete televisiva satellitare, nata dalla collaborazione con Nessuno TV.

## Persone
Oltre al già citato Massimo D'Alema, ne sono membri, fra gli altri,  l'ex Presidente del Consiglio Giuliano Amato,  Vincenzo Visco, Gianni Cuperlo, Ugo Sposetti,  Alfredo Reichlin, Massimo Bray 
, Miguel Gotor e Francesco Boccia . 
Membri del comitato scientifico ed editoriale:
- Andrew Adonis
- Ronald Asmus
- Fabrizio Battistelli
- Salvatore Biasco
- Sidney Blumenthal
- Remo Bodei
- Massimo Cacciari
- Vittorio Campione
- Roberto Cerreto
- Colin Crouch
- Marta Dassù
- Biagio De Giovanni
- Mario Del Pero
- Patrick Diamond
- Fabrizio Forquet
- Charles Grant
- Ian Hargreaves
- John Ikenberry
- Fiorella Kostoris
- Charles Kupchan
- Marc Lazar
- Miriam Mafai
- Claudia Mancina
- Andrea Manzella
- Ignazio Marino
- Will Marshall
- Enrico Menduni
- David Miliband
- Antonio Missiroli
- Geoff Mulgan
- Giorgio Napolitano
- D. Mario Nuti
- Paolo Onofri
- Massimo Paci
- Cesare Pinelli
- Carlo Pinzani
- Mario Pirani
- Alessandro Pizzorno
- John Podesta
- Silvio Pons
- Federico Rampini
- Alfredo Reichlin
- Martin Rhodes
- Federico Romero
- Nicola Rossi
- Giorgio Ruffolo
- Michele Salvati
- Giulio Sapelli
- Chiara Saraceno
- Paolo Segatti
- Giorgio Tonini
- Giuseppe Vacca
- Franck Vandenbroucke
- Salvatore Veca
- Gianfranco Viesti